# Josef Hummer
Josef Hummer (* 1. Februar 1901 in Gunskirchen, Oberösterreich; † 7. Oktober 1954 ebenda) war ein österreichischer Politiker (ÖVP).

## Leben
Josef Hummer übte nach dem Besuch der Volksschule und einer landwirtschaftlichen Fortbildungsschule den Beruf des Landwirts aus.
Er war Obmann der Molkereigenossenschaft im Bezirk Wels.

## Politik
Im Ständestaat bekleidete er von 1934 bis zum Anschluss Österreichs im Jahr 1938 das Amt des Bürgermeisters seiner Heimatgemeinde Gunskirchen.
Im Dezember 1945 zog er in den Nationalrat ein, in welchem er bis zu seinem Tod im Oktober 1954 ein Mandat bekleidete. Er war Bezirksvorsitzender des Bauernbundes für den Bezirk Wels-Land.